# 170395 Nicolevogt
170395 Nicolevogt este un asteroid din centura principală de asteroizi.

## Descriere
170395 Nicolevogt este un asteroid din centura principală de asteroizi. A fost descoperit pe 26 septembrie 2003 la Apache Point Observatory în cadrul programului Sloan Digital Sky Survey. Asteroidul prezintă o orbită caracterizată de o semiaxă mare de 2,53 ua, o excentricitate de 0,19 și o înclinație de 10,8° în raport cu ecliptica.